# Château du Hohlandsbourg
Le Hohlandsbourg est un château-fort situé sur le territoire de la commune de Wintzenheim, à proximité de Colmar dans le Haut-Rhin. Construit à partir de 1279 par Sigfrid de Gundolsheim sur un site déjà occupé à l’âge du bronze, il entre dans le patrimoine des Habsbourg au plus tard en 1289 et sert alors de garnison impériale. Il est vendu en 1410 aux Lupfen, qui le revendent à Lazare de Schwendi en 1563, ce dernier lançant alors un chantier de modernisation pour l’adapter à l’artillerie. Le château change plusieurs fois de mains pendant la guerre de Trente Ans et est finalement démantelé en 1637 par les Français.
Classé au titre des monuments historiques en 1840, le château reste en grande partie à l’abandon jusqu’à la fin des années 1980. Un grand chantier d’aménagement est lancé en 1986 sur l’impulsion d’élus locaux qui souhaitent en faire un pôle touristique pouvant concurrencer le Haut-Koenigsbourg. Mené par des buts essentiellement économiques, le chantier est réalisé sans considération pour le site archéologique, qui est en partie détruit par les pelleteuses sans fouilles préalables. Les travaux d’agrandissement du site touristique se poursuivent ensuite progressivement dans les décennies suivantes avec l’adjonction d’espaces de restauration, de réception et de boutiques.

## Contexte géographique et historiographique

### Topographie et géologie
Le Hohlandsbourg se trouve dans le Haut-Rhin, sur le territoire de la commune de Wintzenheim. Il est construit sur un sommet d’une série de reliefs remontant vers le nord et séparant la vallée de Munster de la plaine d'Alsace. Le château occupe le point culminant de l’extrémité nord de la crête ainsi formée, à 640 m d’altitude. Cette position est particulièrement stratégique, l’emplacement offrant une vue dégagée dans toutes les directions, permettant de protéger efficacement la ville de Colmar et de contrôler l’accès à la vallée de Munster. Par temps dégagé, la vue porte ainsi vers le sud jusqu’à Bâle, à 55 km,.
La crête étant orientée nord-sud, le profil de pente est moins raide de ces côtés qu’à l’est, où elle descend jusque dans la plaine d’Alsace, et à l’ouest, où la pente plonge dans le Frauenbrunnengraben, partie terminale du Wilsbachgraben, un vallon latéral de la vallée de Munster. Néanmoins, le sommet lui-même forme un plateau relativement large et plat, d’où émerge quelques amas de rochers. Ces derniers ont été utilisés au maximum par les bâtisseurs dans le tracé de l’enceinte, mais, la surface du plateau étant trop importante pour être entièrement ceinte par la muraille, celle-ci est précédé de vastes espaces plats à l’est et surtout à l’ouest.
Le socle rocheux est exclusivement composé de granite dit « de Wintzenheim », qui appartient à la famille des granites porphyroïdes. Deux sources jaillissent à proximité : le Linsenbrunnen, à 200 m à l’est du château et déjà utilisée pour approvisionner le site protohistorique, et le Frauenbrunnen à 700 m au sud-ouest.

### Contexte géographique et historique médiéval
Au moment de sa construction, plusieurs autres châteaux existent déjà à proximité. Au nord, le Pflixbourg, qui appartient lui aussi aux Habsbourg, assure la protection de Colmar et le contrôle de l’entrée de la vallée de Munster depuis sa construction dans les années 1210. Au sud, le site castral de Hoheguisheim est occupé depuis au moins le XIe siècle et comprend alors les châteaux de Weckmund, Wahlenbourg et Dagsbourg, tous propriété de l’évêché de Strasbourg.

### Contexte historiographique
La première représentation du château se trouve sur des plans d’abornement de 1604. Le dessin, assez schématique, montre une grande tour ronde prolongée par un bâtiment rectangulaire coiffé de deux tourelles qui émerge de la forêt. Les représentations détaillées n’apparaissent qu’au XIXe siècle avec le développement de l’attrait pour les ruines au sein du mouvement romantique. La taille de la ruine et sa proximité avec Colmar l’amènent alors à être souvent représentée, par exemple par Henri Lebert ou Jacques Rothmuller. Charles Winkler réalise également un dessin proposant une reconstitution, qui est toutefois totalement fantaisiste.
Des fouilles ont eu lieu sur le site au moins dès 1800 et les aménagements de la Première Guerre mondiale ont également donné lieu à des découvertes, dont un canon. Les premières fouilles organisées débutent en 1966 après la découverte fortuite de tessons de céramique antérieurs au Moyen Âge, ce qui révèle l’existence du site protohistorique. Les fouilles de la station d’altitude se poursuivent par la suite sous la direction de Charles Bonnet, mais elles se concentrent plutôt en dehors du site castral. La transformation en site touristique à partir de 1986 ne s’accompagne pas de fouilles officielles. Les opérations de terrassement de grande ampleur qui sont alors réalisées entraînent la destruction des couches stratigraphiques et de toutes les informations liées, faisant perdre beaucoup de son sens au matériel retrouvé lors du chantier. Pour tenter de réparer les dégâts occasionnés, des fouilles menées par les services compétents ont lieu en 1998 et 2004. Celles-ci permettent de récupérer quelques informations stratigraphiques, qui confirment la chronologie connue du site.

## Histoire
Le site est occupé à l’âge du bronze par une importante agglomération organisée en terrasses, dite station d'altitude de Wintzenheim-Hohlandsberg. À l’emplacement où sera construit ultérieurement le château se trouve alors déjà une acropole ceinte d’un puissant rempart. Le site est toutefois abandonné au cours ou à la fin du bronze final et il n’y a plus de trace d’activité humaine jusqu’au XIIIe siècle.
En effet, le 2 février 1279, le chevalier Sigfrid de Gundolsheim, schultheiss de la ville de Colmar, demande et obtient du roi Rodolphe de Habsbourg l’autorisation de construire un château à cet endroit. Toutefois, en décembre 1281, le château, dont les travaux sont alors presque achevés est assiégé par Otto IV d'Ochsenstein, grand bailli d’Alsace. Cette attaque, liée à la destitution de Siegfried de sa charge en février, entraîne le pillage du château par les Colmariens, alliés à Otton. Il n’est pas établi si Sigfrid en conserve la propriété ou si les droits reviennent immédiatement aux Habsbourg. Ceux-ci récupèrent toutefois le château au plus tard en 1289, après l’assassinat de Siegfried,.
Après avoir récupéré le château, les Habsbourg le remettent en fief aux chevaliers Konrad et Walther de Kaysersberg, le premier étant le successeur de Sigfrid au poste de schultheiss de Colmar. Il remplace alors le château du Pflixbourg dans le rôle de protection de la ville de Colmar et de garnison royale. Il est probable que la grande enceinte délimitant la cour ait été construite au cours de cette période afin de permettre l’hébergement d’une troupe conséquente, tout comme le Pflixbourg disposait déjà d’une cour de grande dimension,. En 1303, il est fait mention que le château est gardé par un ministériel, Hans Rottlieb de Nortgasse, avec une garnison de huit hommes. Le transfert du siège de la seigneurie à Kientzheim quelques décennies plus tard lui fait toutefois perdre son importance administrative et à partir du milieu du XIVe siècle au plus tard le château est régulièrement engagé,.
Il est ainsi engagé à partir de 1350 et au moins jusqu’en 1357 au bailli du Sundgau Ulman de Ferrette, puis jusqu’en 1363 à Dietrich de Haus. À partir de cette date, l’engagement passe aux Ribeaupierre, puis les Lupfen en héritent en 1400 avant de le racheter en 1410. Ceux-ci le conservent pendant cent cinquante ans, avant de le vendre en 1563 à Lazare de Schwendi, qui modernise le château et l’adapte à l’artillerie en construisant notamment un bastion. Les moyens alloués au château sont toutefois très limités et la « garnison » permanente n’est composée à cette époque que de quatre valets et un portier en plus du commandant de la place. Il fait toutefois partie des lieux visités par l’archiduc Ferdinand d’Autriche lors de son passage dans la région en 1573, ce qui laisse à penser qu’il est quand même perçu comme important.
Pendant la guerre de Trente Ans, le château est d’abord occupé en 1633 par les Suédois, qui emmènent les canons avec eux lors de leur départ. Il est remis en 1634 aux Français, mais, peu de temps après, les troupes impériales s’en emparent par surprise et le pillent. En 1637, le commandant de Colmar, sur ordre de Richelieu, fait incendier le château, qui est ensuite démantelé à la poudre.
Le château est classé au titre des monuments historiques par la liste de 1840. Pendant la Première Guerre mondiale, l’armée allemande installe en 1916 un observatoire d’artillerie et un abri au sommet de l’Oberschloss.
Un grand chantier de restauration est entamé en 1985, dans le but d’en faire un pôle touristique du département, à l’image du Haut-Koenigsbourg. Ces travaux sont bâclés et largement défaillants sur le plan scientifique : non seulement ils détruisent une grande partie du site archéologique, mais les transformations effectuées et les méthodes utilisées sont également mal documentées, rendant l’étude des maçonneries subsistantes plus difficile,.
Les derniers travaux entrepris de 2011 à 2013 ont porté sur la création d'un pavillon d'accueil avec billetterie/boutique, d'un espace d'exposition permanente et d'exposition temporaire, d'un théâtre de plein air, d'un espace pédagogique et d'un pôle restauration comprenant brasserie et salle de réception.

## Architecture

### Disposition générale
Le château est composé de trois parties principales : l’Oberschloss, la cour et le bastion. L’Oberschloss se trouve au point culminant du site, où a été implanté le premier château de 1279. Ce château primitif était isolé du reste du sommet à l’est par un fossé creusé dans la roche, qui est devenu par la suite un couloir d’entrée dans la cour. Celle-ci se déploie au sud et à l’est de l’Oberschloss.
Un large fossé sépare le château du reste du plateau du côté ouest, mais demeure inachevé dans sa partie nord. Les fouilles du site protohistorique ont montré que ce fossé coupe à travers l’habitat de l’âge du Bronze, ce qui atteste qu’il date entièrement de la période médiévale.

### Matériaux et techniques de construction
Le Hohlandsbourg est presque entièrement construit en granite, qui a été en grande partie prélevé sur place lors du nivellement du plateau sommital et du creusement des fossés. Malgré les nombreuses altérations du site, deux zones d’extractions restent notamment identifiables : le fossé du château primitif, encore visible à l’est au pied de l’Oberschloss, et le fossé ouest. La brique a été utilisée de manière limitée dans les aménagements du XVIe siècle et la seule trace subsistante de grès est une cheminé du XVe siècle ou du XVIe siècle. Des traces d’enduit sont présentes sur tous les murs, mais celui-ci semble dater du XVIe siècle ou du XVIIe siècle et il n’existe pas d’éléments attestant de sa présence au Moyen Âge.

### Oberschloss
L’Oberschloss est orienté ouest-est et mesure environ 22 m de long pour 11 m de large. Son cœur est formé d’un logis rectangulaire de 19,80 m de long et 10,50 m de large, à l’angle sud-ouest duquel se trouve une tour cylindrique de 6,50 m de diamètre. Les murs mesurent 2,05 m à la base, mais leur largeur se réduit rapidement et ils ne font plus que 1,85 m dans la partie la plus haute conservée. Le peu de vestiges conservés en surface ne permet pas de déterminer la hauteur totale du logis ; en admettant que le plan d’abornement de 1604 soit correct, sa façade aurait comptée trois niveaux d’élévation surmontés de combles. De manière générale, la construction est de qualité assez moyenne et présente des anomalies. Les défauts de raccord entre la tour et le mur ouest montrent notamment soit qu’il y a eu un changement de plan en cours de construction, soit une erreur de mesure.
Ce logis est divisé en deux espaces, un grand à l’est et un plus petit à l’ouest, reliés par une porte. La présence de fours et de tables à feu, qui ont été refaits à au moins deux reprises au cours de la période d’occupation du site, suggère que cet espace était une cuisine et son cellier. Il semble également que l’Oberschloss servait essentiellement d’armurerie au cours de la dernière période d’occupation.
Le logis est bordée au sud et à l’est par une plateforme rocheuse servant de chemin d’accès. Une fausse-braie comportant à l’angle sud-est une tour semi-cylindrique a été construite le long de cette plateforme au cours d’une phase postérieure de travaux. La défense de l’entrée a été renforcée par un pont-levis au cours du même chantier.

### Enceinte
L’enceinte extérieure forme un espace orienté nord-sud et de forme approximativement rectangulaire. Elle mesure 96 m de long et 66 m de large aux points les plus espacés, pour un périmètre d’un peu mois de 300 m. Elle est d’une épaisseur constante de 2,20 m. En revanche sa hauteur varie entre 14 m au niveau de la poterne orientale à 6 m dans l’angle sud-est. Ces différences de hauteur existent dès l’origine et sont liées au niveau du terrain : afin de maintenir une hauteur relative à peu près constante, les bâtisseurs ont ajusté la hauteur de mur de sorte à compenser les irrégularité du terrain. L’enceinte n’est nulle part préservée sur l’intégralité de sa hauteur, mais est amputé de son parapet et jusqu’à 2 m de sa hauteur originelle,.
Afin d’assurer la défense, vingt-deux archères à niche double ont été percées sur le périmètre de l’enceinte. Celles-ci sont toutes construites sur le même plan, avec une niche de 2,80 m de large et une fente de tir de 1,90 m de haut. Leur implantation semble avoir été faite sur la seule base de la hauteur depuis le sol, de sorte qu’elles se trouvent à des hauteurs différentes. Même celles qui se trouvent à l’intérieur des bâtiments sont percées sans prendre en compte les niveaux des planchers, de sorte que certaines se trouvent à mi hauteur de l’étage tandis que d’autres sont au ras du plancher. Cette particularité ne semble pas être une conséquence de réfections postérieures des bâtiments et existe probablement dès l’origine.
Le plan de l’enceinte, constituée de longues sections rectilignes, la rend très vulnérable, d’autant que très peu de dispositions ont été prise pour protéger son pied. Il n’existe que deux tourelles de flanquement pleines, situées toutes deux dans l’angle sud-ouest et dont la petite taille limite fortement l’utilité. L’accès principal se fait du côté nord, au pied de l’Oberschloss et deux poternes en arc brisé sont percées respectivement dans le mur sud et le mur est. Sauf à supposer l’existence d’escaliers en bois dont ne subsisterait aucune trace, l’accès au chemin de ronde n’est possible qu’en passant par l’Oberschloss ou par un escalier situé dans l’angle sud-est.

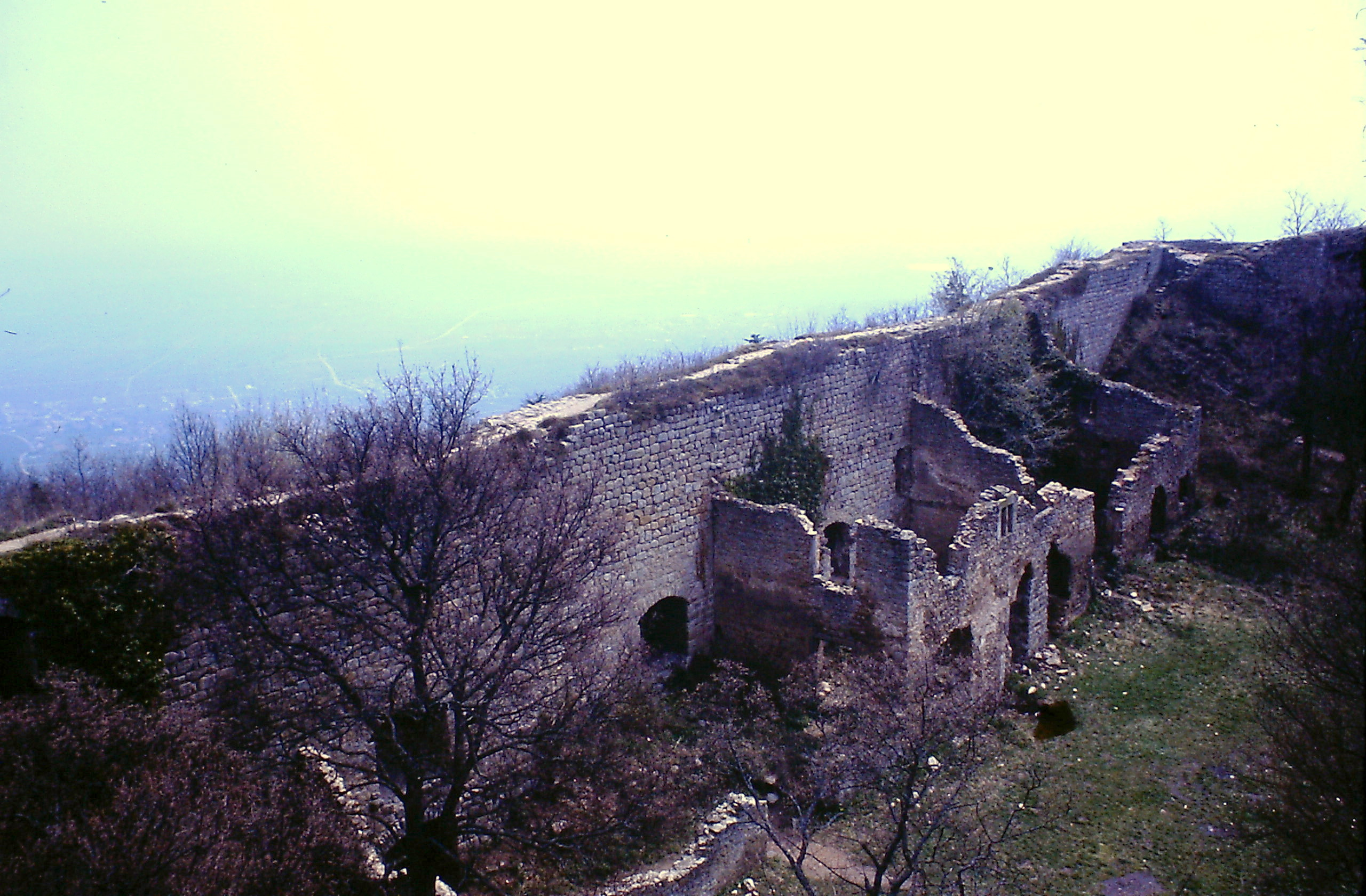
Château de Hohlandsbourg en 1979.
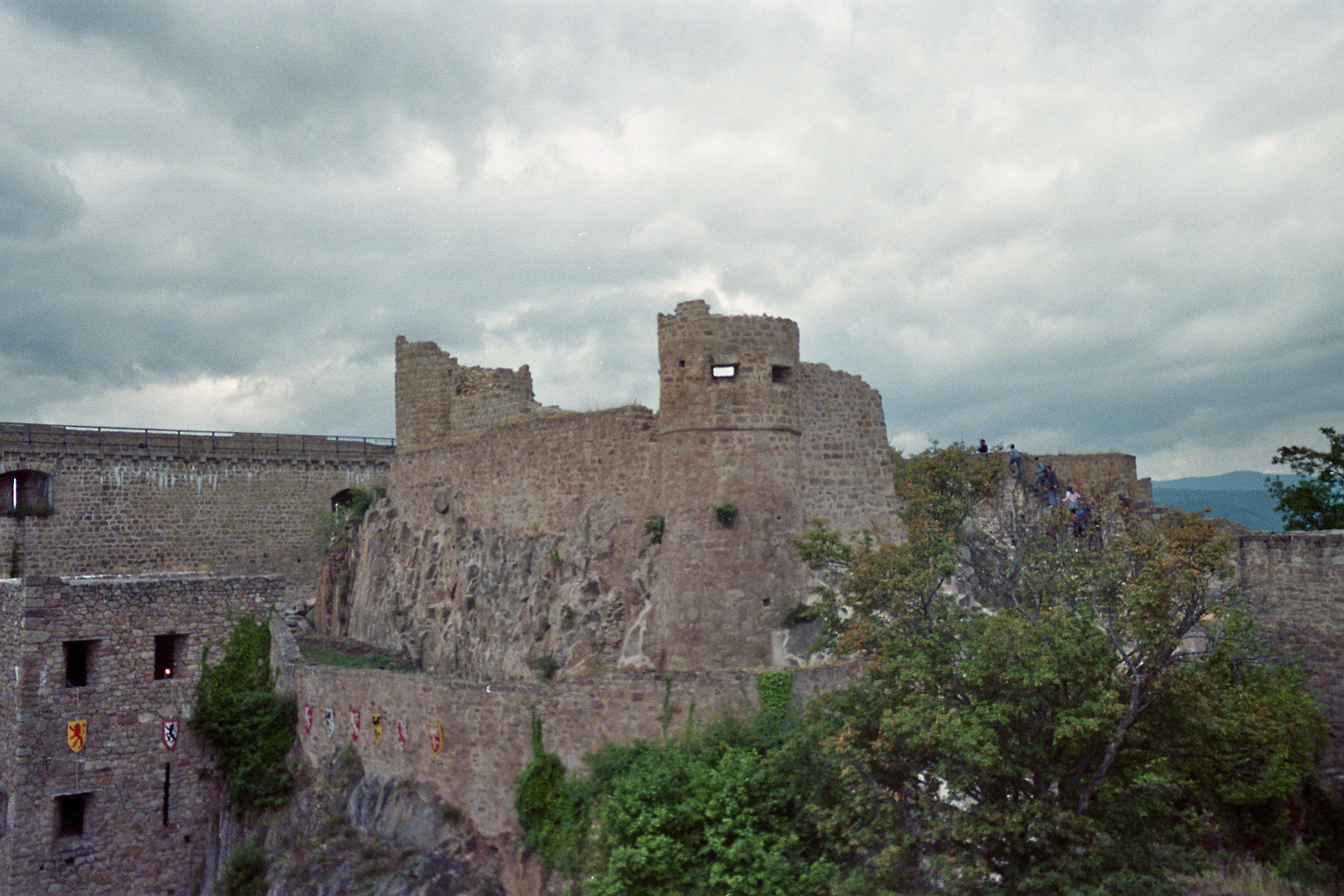
Oberschloss.
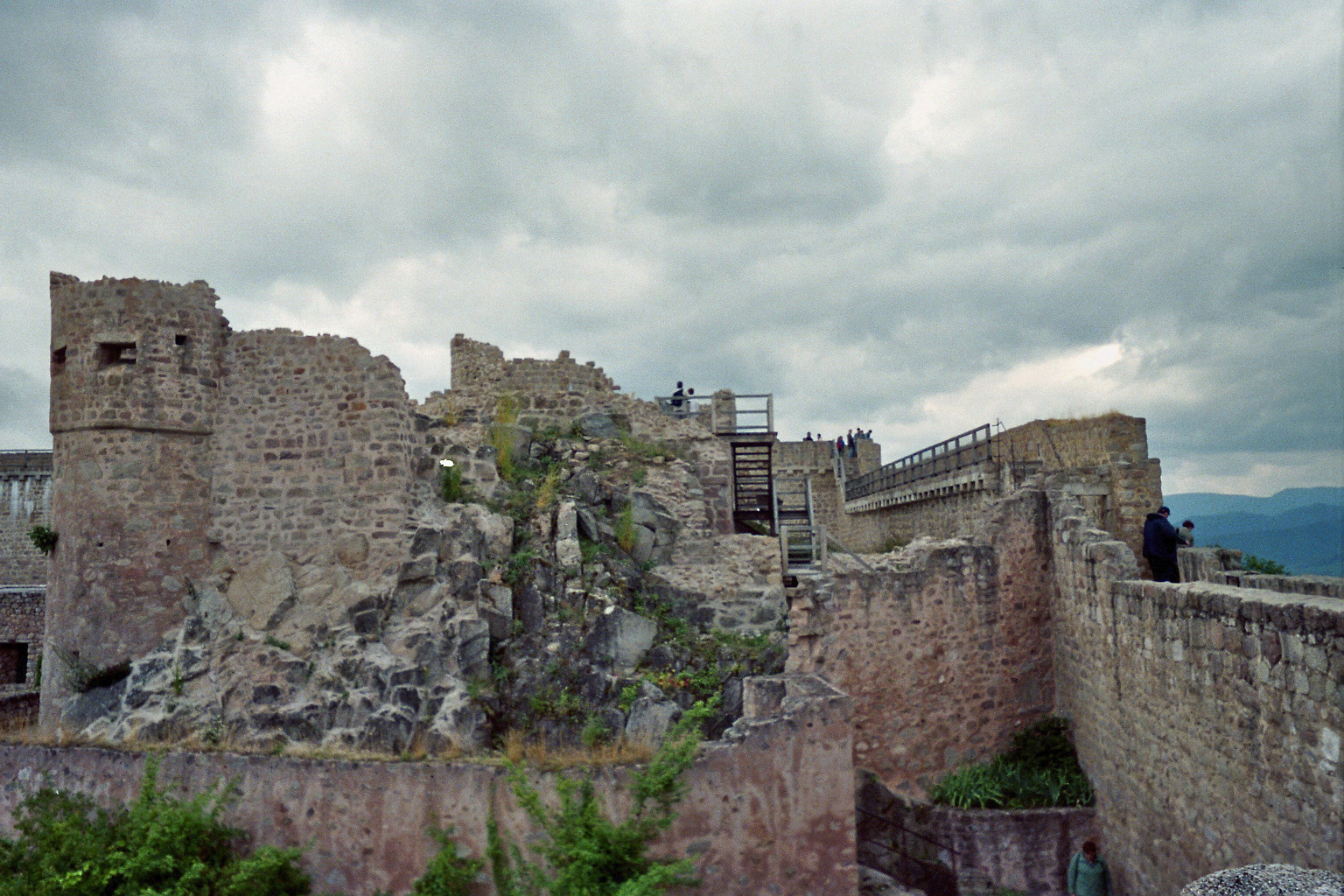
Oberschloss et chemin de ronde.
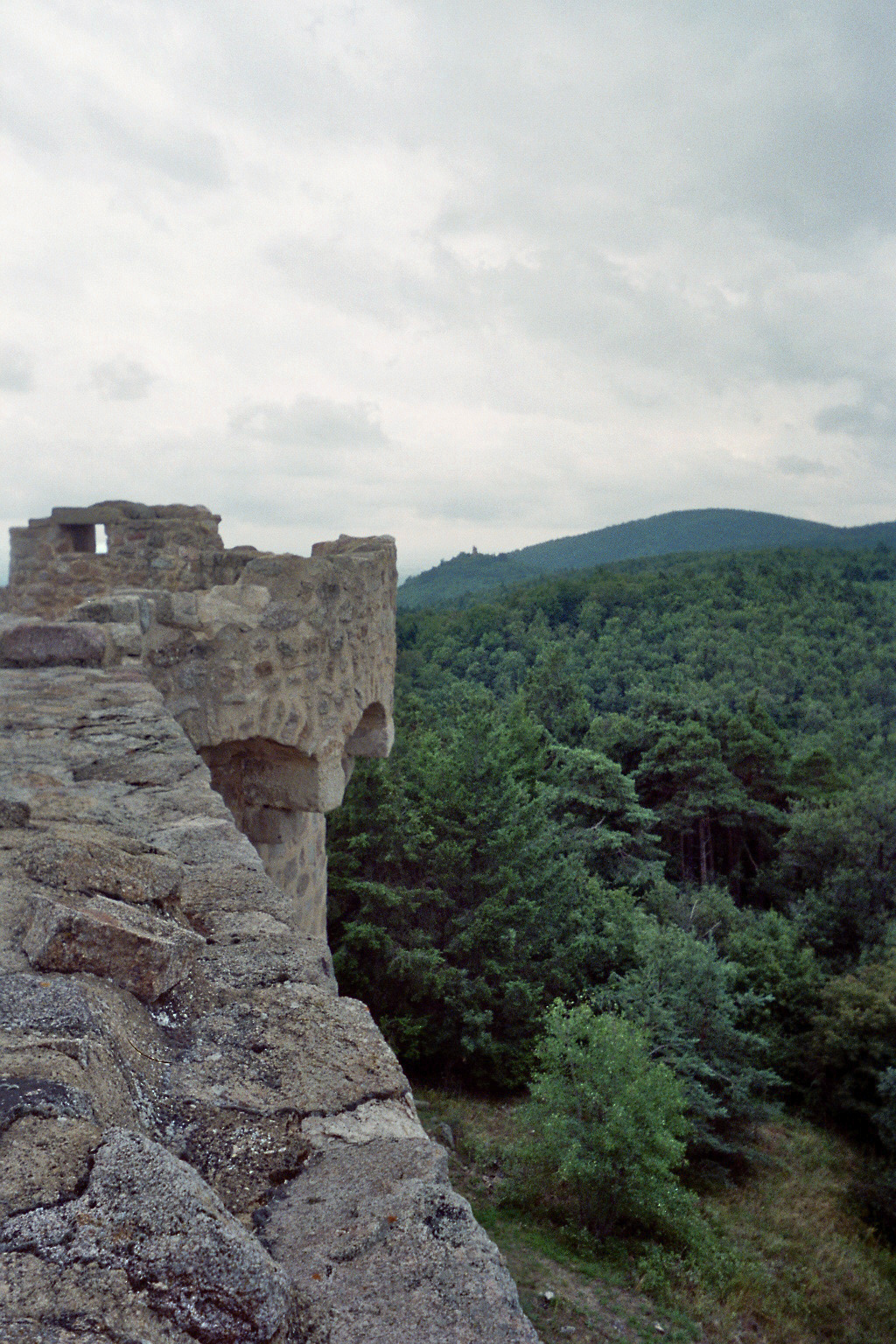
Vue du chemin de ronde.
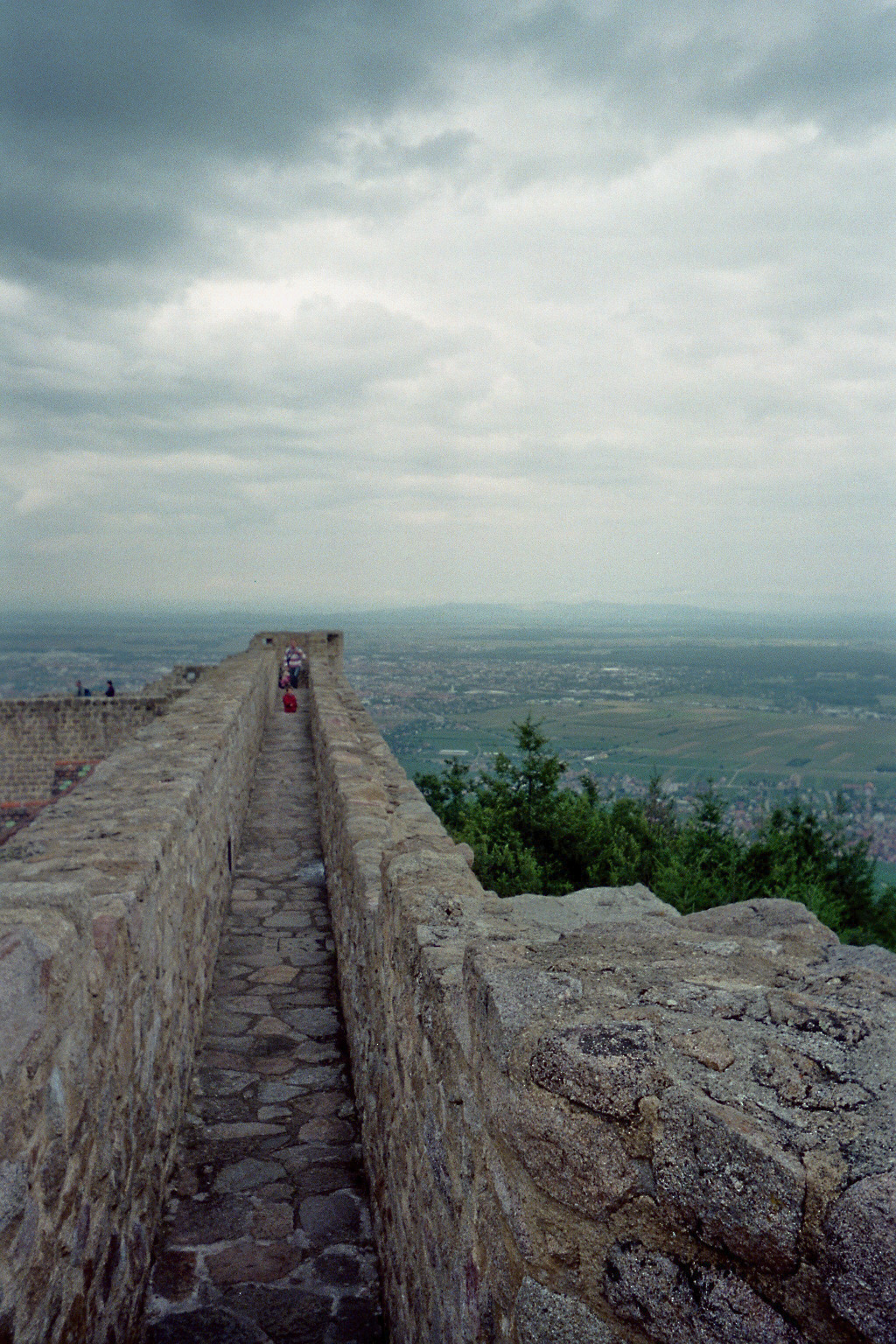
Chemin de ronde.